# Kratta

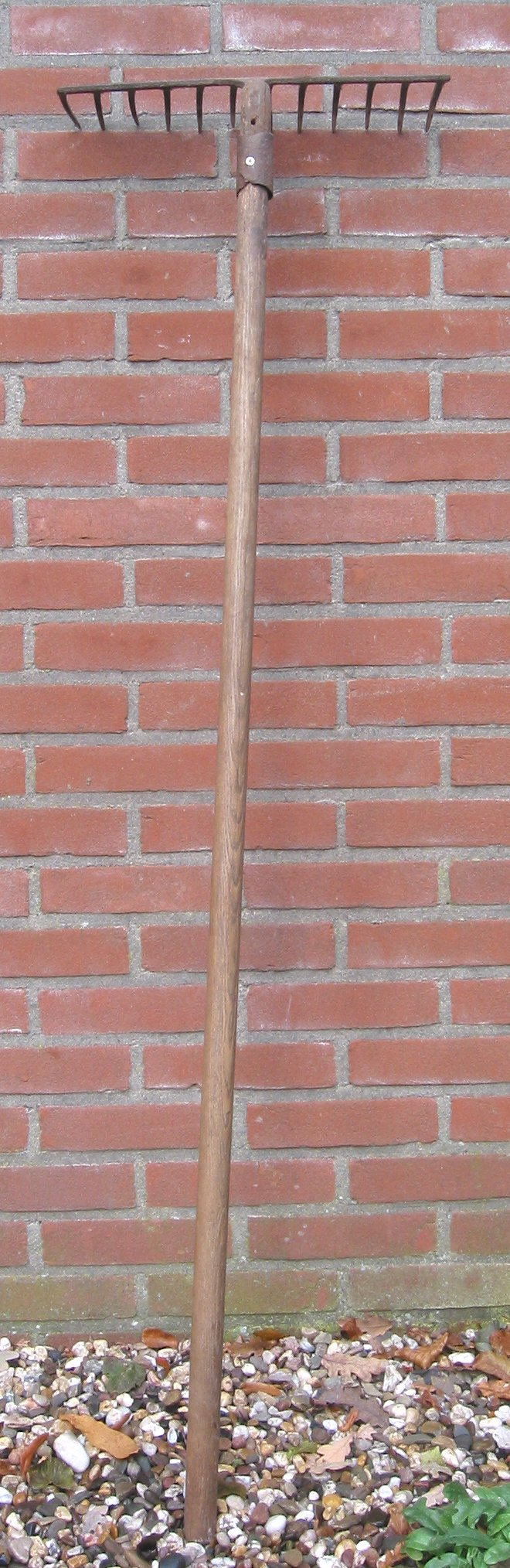
Kratta

Kratta är ett redskap som oftast används vid trädgårdsskötsel. En kratta består normalt av ett långt skaft som nedtill slutar i en tvärslå och utifrån dessa sticker små pinnar ut vinkelrätt åt ett håll från det plan som bildas av skaftet och tvärslån. Det vanligaste är att pinnarna och tvärslån är gjorda i metall och skaftet är oftast i trä men undantag förekommer där till exempel tvärslån och/eller pinnarna är i trä. En kratta används normalt för att jämna till marken.
En kratta i trä kan i mycket likna en räfsa i trä, men det är funktionen som skiljer dem åt - en kratta används för att luckra upp eller jämna till jord, sand eller grus, medan en räfsa används för att samla ihop hö, löv eller halm. I äldre tid användes kratta även om andra kloformiga redskap, såsom svedjekrattor, närmast liknande en klohacka.
Ordet "kratta" i denna betydelse finns belagt i svenska språket sedan cirka 1645.